# Igreja Presbiteriana Livre da Irlanda do Norte
A Igreja Presbiteriana Livre da Irlanda do Norte - em inglês: Free Presbyterian Church of Ulster - é uma denominação reformada presbiteriana, conservadora fundada na Ilha da Irlanda, em 1951, por um grupo de igrejas dissidentes da Igreja Presbiteriana na Irlanda.

## História

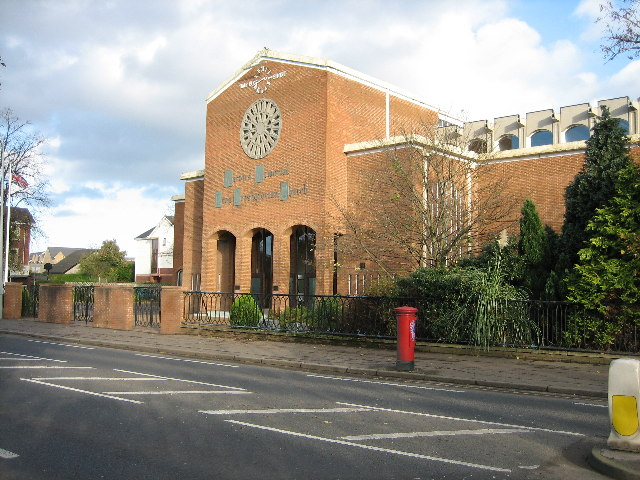
Igreja Presbiteriana Livre Menorial dos Mártires, em Belfast.

A denominação surgiu em 1951, quando o Presbitério de Down do Igreja Presbiteriana na Irlanda proibiu os presbíteros de uma congregação local de usar o salão da igreja para uma missão evangélica, promovida por Ian Paisley. Um grupo de pastores e igrejas insatisfeitos com a decisão se separaram e formaram a Igreja Presbiteriana Livre da Irlanda do Norte.
A partir disso, a denominação cresceu e se espalhou por toda a Irlanda do Norte. Depois disso, plantou igrejas na Inglaterra, Escócia, País de Gales e na República da Irlanda.
Em 2011, segundo o Censo da Irlanda do Norte revelou que a denominação tinha 10.068 membros.
A partir de suas missões na América do Norte, foi formada, em 2005, a Igreja Presbiteriana Livre da América do Norte.
Igualmente, missões no Nepal resultaram na organização da Igreja Presbiteriana Livre do Nepal em 2013.

## Doutrina
A denominação subscreve a Confissão de Fé de Westminster e não permite a ordenação de mulheres. Além disso, se destaca por permitir que suas igrejas optem pelo pedobatismo ou credobatismo e por exigir a abstinência de álcool.